# Jefferson Feijão
Jefferson Feijão, eredeti nevén Jefferson Marques da Conceição (Belo Horizonte, 1978. augusztus 21. –) brazil labdarúgócsatár.

## Klubcsapatokban
Pályafutása alatt az alábbi egyesületekben játszott: Cruzeiro, Desportiva Capixaba, Vitória SC, Criciúma, SC Internacional, Daegu FC, Seongnam Ilhwa Chunma, Goiás, Botafogo, Avaí FC, Liaoning és a Changsha Ginde.
Brazília után Portugáliában játszott, majd pályafutása vége felé Dél-Koreába, Japánba illetve Kínába szerződött.

## A válogatottban
A válogatottban nem szerepelt.